# EED
EED (англ. Embryonic ectoderm development) – білок, який кодується однойменним геном, розташованим у людей на короткому плечі 11-ї хромосоми. Довжина поліпептидного ланцюга білка становить 441 амінокислот, а молекулярна маса — 50 198.
| 10         |  | 20         |  | 30         |  | 40         |  | 50         |
| ---------- |  | ---------- |  | ---------- |  | ---------- |  | ---------- |
| MSEREVSTAP |  | AGTDMPAAKK |  | QKLSSDENSN |  | PDLSGDENDD |  | AVSIESGTNT |
| ERPDTPTNTP |  | NAPGRKSWGK |  | GKWKSKKCKY |  | SFKCVNSLKE |  | DHNQPLFGVQ |
| FNWHSKEGDP |  | LVFATVGSNR |  | VTLYECHSQG |  | EIRLLQSYVD |  | ADADENFYTC |
| AWTYDSNTSH |  | PLLAVAGSRG |  | IIRIINPITM |  | QCIKHYVGHG |  | NAINELKFHP |
| RDPNLLLSVS |  | KDHALRLWNI |  | QTDTLVAIFG |  | GVEGHRDEVL |  | SADYDLLGEK |
| IMSCGMDHSL |  | KLWRINSKRM |  | MNAIKESYDY |  | NPNKTNRPFI |  | SQKIHFPDFS |
| TRDIHRNYVD |  | CVRWLGDLIL |  | SKSCENAIVC |  | WKPGKMEDDI |  | DKIKPSESNV |
| TILGRFDYSQ |  | CDIWYMRFSM |  | DFWQKMLALG |  | NQVGKLYVWD |  | LEVEDPHKAK |
| CTTLTHHKCG |  | AAIRQTSFSR |  | DSSILIAVCD |  | DASIWRWDRL |  | R          |

A: Аланін

C: Цистеїн

D: Аспарагінова кислота

E: Глутамінова кислота

F: Фенілаланін

G: Гліцин

H: Гістидин

I: Ізолейцин

K: Лізин

L: Лейцин

M: Метіонін

N: Аспарагін

P: Пролін

Q: Глутамін

R: Аргінін

S: Серин

T: Треонін

V: Валін

W: Триптофан

Кодований геном білок за функціями належить до репресорів, регуляторів хроматину, фосфопротеїнів. 
Задіяний у таких біологічних процесах, як транскрипція, регуляція транскрипції, ацетилювання, альтернативний сплайсинг. 
Локалізований у ядрі, хромосомах.